# Discographie de VIXX
La discographie du boys band sud-coréen VIXX est constituée de trois albums studios, quatre mini-albums (EPs), dix albums singles et de dix-neuf singles.

## Albums

### Albums studios
| Titre                                                                              | Détails de l'album | Meilleures positions | Meilleures positions | Meilleures positions | Meilleures positions | Ventes                  |
| Titre                                                                              | Détails de l'album | COR                  | JPN                  | TW                   | US World             | Ventes                  |
| Coréen                                                                             | Coréen | Coréen               | Coréen               | Coréen               | Coréen               | Coréen                  |
| ---------------------------------------------------------------------------------- | --- | -------------------- | -------------------- | -------------------- | -------------------- | ----------------------- |
| Voodoo                                                                             | - Date de sortie : 25 novembre 2013 - Labels : Jellyfish Entertainment, CJ E&M - Formats : CD, téléchargement numérique                 | 1                    | —                    | 4                    | —                    | - COR : plus de 102 406 |
| Chained Up                                                                         | - Date de sortie : 10 novembre 2015 - Labels : Jellyfish Entertainment, CJ E&M - Formats : CD, téléchargement numérique                 | 1                    | —                    | 1                    | 3                    | - COR : plus de 119 698 |
| Japonais                                                                           | |                      |                      |                      |                      |                         |
| Depend on Me                                                                       | - Date de sortie : 27 janvier 2016 - Labels : Jellyfish Entertainment, CJ Victor Entertainment - Formats : CD, téléchargement numérique | —                    | 4                    | —                    | —                    | - JPN : plus de 17 490  |
| "—" signifie que l'album ne s'est pas classé ou n'est pas sorti dans cette région. | |                      |                      |                      |                      |                         |

### Mini-albums (EPs)
| Titre                                                                              | Détails de l'album | Meilleures positions | Meilleures positions | Meilleures positions | Meilleures positions | Ventes                     |
| Titre                                                                              | Détails de l'album | COR                  | TW                   | US Heat              | US World             | Ventes                     |
| Coréen                                                                             | Coréen | Coréen               | Coréen               | Coréen               | Coréen               | Coréen                     |
| ---------------------------------------------------------------------------------- | --- | -------------------- | -------------------- | -------------------- | -------------------- | -------------------------- |
| Hyde                                                                               | - Date de sortie : 20 mai 2013 - Labels : Jellyfish Entertainment, CJ E&M - Formats : CD, téléchargement numérique         | 3                    | 8                    | —                    | 7                    | - COR : plus de 181 499    |
| Hyde                                                                               | - Réédition : 31 juillet 2013 (Jekyll) - Labels : Jellyfish Entertainment, CJ E&M - Formats : CD, téléchargement numérique | 3                    | 5                    | —                    | —                    | - COR : plus de 181 499    |
| Error                                                                              | - Date de sortie : 14 octobre 2014 - Labels : Jellyfish Entertainment, CJ E&M - Formats : CD, téléchargement numérique     | 1                    | 1                    | 42                   | 3                    | - COR : plus de 93 239     |
| Kratos                                                                             | - Date de sortie: 31 octobre 2016 - Label: Jellyfish Entertainment, CJ E&M - Format: CD, téléchargement numérique          | 2                    | 5                    | —                    | 5                    | - COR: 97 176 - JPN: 1 785 |
| Shangri-La                                                                         | - Date de sortie: 15 mai 2017 - Label: Jellyfish Entertainment, CJ E&M - Format: CD, téléchargement numérique              | 2                    | 3                    | 13                   | 4                    | - COR: 88 900 - JPN: 2 370 |
| "—" signifie que l'album ne s'est pas classé ou n'est pas sorti dans cette région. | |                      |                      |                      |                      |                            |

### Albums singles
| Titre                                                                              | Détails de l'album | Meilleures positions | Meilleures positions | Meilleures positions | Ventes                  |
| Titre                                                                              | Détails de l'album | COR                  | JPN                  | TW                   | Ventes                  |
| Coréen                                                                             | Coréen | Coréen               | Coréen               | Coréen               | Coréen                  |
| ---------------------------------------------------------------------------------- | --- | -------------------- | -------------------- | -------------------- | ----------------------- |
| Super Hero                                                                         | - Date de sortie : 24 mai 2012 - Labels : Jellyfish Entertainment, CJ E&M - Formats : CD, téléchargement numérique | 18                   | —                    | —                    | - COR : plus de 20 957  |
| Rock Ur Body                                                                       | - Date de sortie : 14 août 2012 - Labels : Jellyfish Entertainment, CJ E&M - Formats : CD, téléchargement numérique | 8                    | —                    | —                    | - COR : plus de 26 023  |
| On and On                                                                          | - Date de sortie : 17 janvier 2013 - Labels : Jellyfish Entertainment, CJ E&M - Formats : CD, téléchargement numérique | 4                    | —                    | —                    | - COR : plus de 46 525  |
| Eternity                                                                           | - Date de sortie : 27 mai 2014 - Labels : Jellyfish Entertainment, CJ E&M - Formats : CD, téléchargement numérique | 1                    | —                    | 3                    | - COR : plus de 86 526  |
| Boys' Record                                                                       | - Album single spécial - Date de sortie : 24 février 2015 - Labels : Jellyfish Entertainment, CJ E&M - Formats : CD, téléchargement numérique                                                                                        | 1                    | —                    | 1                    | - COR : plus de 99 524  |
| Zelos                                                                              | - Date de sortie : 19 avril 2016 - Labels : Jellyfish Entertainment, CJ E&M - Formats : CD, téléchargement numérique | 1                    | —                    | 1                    | - COR : plus de 110 334 |
| Hades                                                                              | - Date de sortie : 12 août 2016 - Labels : Jellyfish Entertainment, CJ E&M - Formats : CD, téléchargement numérique | 1                    | —                    | 2                    | - COR : plus de 97 222  |
| Japonais                                                                           | |                      |                      |                      |                         |
| Error                                                                              | - Date de sortie : 10 décembre 2014 - Labels : Jellyfish Entertainment, CJ Victor Entertainment - Formats : CD, CD+DVD Liste des pistes 1. Error -Japanese Ver.- 2. 青春だって 3. Error -Japanese Ver.- (Inst.) 4. 青春だって(Inst.) | —                    | 6                    | —                    | - JPN : plus de 19 381  |
| Can't Say                                                                          | - Date de sortie : 9 septembre 2015 - Labels : Jellyfish Entertainment, CJ Victor Entertainment - Formats : CD, CD+DVD Liste des pistes 1. Can’t Say 2. 迎えに行こう 3. Can’t Say (Inst.) 4. 迎えに行こう (Inst.)                    | —                    | 4                    | —                    | - JPN : plus de 31 289  |
| 花風 (Hana-Kaze)                                                                   | - Date de sortie : 29 juin 2016 - Labels : Jellyfish Entertainment, CJ Victor Entertainment - Formats : CD, CD+DVD Liste des pistes 1. 花風 Hana-Kaze 2. Moonlight                                                                   | —                    | 3                    | —                    | - JPN : plus de 32 411  |
| "—" signifie que l'album ne s'est pas classé ou n'est pas sorti dans cette région. | |                      |                      |                      |                         |

### Compilation
| Titre                                                                              | Détails de l'album | Meilleure position | Ventes                 |
| Titre                                                                              | Détails de l'album | JPN                | Ventes                 |
| ---------------------------------------------------------------------------------- | --- | ------------------ | ---------------------- |
| Darkest Angels                                                                     | - Date de sortie : 2 juillet 2014 - Labels : Jellyfish Entertainment, CJ Victor Entertainment - Formats : CD+DVD, téléchargement numérique | 10                 | - JPN : plus de 12 332 |
| "—" signifie que l'album ne s'est pas classé ou n'est pas sorti dans cette région. | |                    |                        |

## Singles

### En artiste principal
| Titre                                                                                 | Année  | Meilleures positions | Meilleures positions | Meilleures positions | Meilleures positions  | Meilleures positions | Ventes                       | Album                 |
| Titre                                                                                 | Année  | COR                  | JPN Oricon           | JPN Hot 100          | CHN Billboard V Chart | US World             | Ventes                       | Album                 |
| Coréen                                                                                | Coréen | Coréen               | Coréen               | Coréen               | Coréen                | Coréen               | Coréen                       | Coréen                |
| ------------------------------------------------------------------------------------- | ------ | -------------------- | -------------------- | -------------------- | --------------------- | -------------------- | ---------------------------- | --------------------- |
| "Super Hero"                                                                          | 2012   | 112                  | —                    | —                    | —                     | —                    | - COR (DL) : plus de 64 195  | Super Hero            |
| "Rock Ur Body"                                                                        | 2012   | 118                  | —                    | —                    | —                     | —                    | - COR (DL) : plus de 46 489  | Rock Ur Body          |
| "On and On"                                                                           | 2013   | 25                   | —                    | —                    | —                     | —                    | - COR (DL) : plus de 159 157 | On and On             |
| "Hyde"                                                                                | 2013   | 35                   | —                    | —                    | —                     | 6                    | - COR (DL) : plus de 183 354 | Hyde                  |
| "G.R.8.U"                                                                             | 2013   | 14                   | —                    | —                    | —                     | 10                   | - COR (DL) : plus de 215 760 | Jekyll                |
| "Voodoo Doll"                                                                         | 2013   | 7                    | —                    | —                    | —                     | 4                    | - COR (DL) : plus de 170 170 | Voodoo                |
| "Eternity"                                                                            | 2014   | 7                    | —                    | —                    | —                     | 3                    | - COR (DL) : plus de 234 119 | Eternity              |
| "Error"                                                                               | 2014   | 5                    | —                    | —                    | —                     | 4                    | - COR (DL) : plus de 187 111 | Error                 |
| "Love Equation"                                                                       | 2015   | 2                    | —                    | —                    | —                     | 9                    | - COR (DL) : plus de 282 476 | Boys' Record          |
| "Chained Up"                                                                          | 2015   | 8                    | —                    | —                    | —                     | 4                    | - COR (DL) : plus de 185 778 | Chained Up            |
| "Dynamite"                                                                            | 2016   | 14                   | —                    | —                    | —                     | 4                    | - COR (DL) : plus de 158 839 | Zelos                 |
| "Fantasy"                                                                             | 2016   | 22                   | —                    | —                    | —                     | 5                    | - COR (DL) : plus de 98 785  | Hades                 |
| Japonais                                                                              |        |                      |                      |                      |                       |                      |                              |                       |
| "Error" (Version japonaise)                                                           | 2014   | —                    | 6                    | 18                   | —                     | —                    | - JPN (CD) : plus de 19 381  | Depend on Me          |
| "Can't Say"                                                                           | 2015   | —                    | 4                    | 9                    | —                     | —                    | - JPN (CD) : plus de 31 289  | Depend on Me          |
| "Depend on Me"                                                                        | 2016   | —                    | 4                    | —                    | —                     | —                    | - JPN (CD) : plus de 17 490  | Depend on Me          |
| 花風 ("Hana-Kaze")                                                                    | 2016   | —                    | 3                    | 3                    | —                     | —                    | - JPN (CD) : plus de 26 613  | 花風 (Hana-Kaze)      |
| Chinois                                                                               |        |                      |                      |                      |                       |                      |                              |                       |
| "Destiny Love" (命中注定)                                                             | 2015   | —                    | —                    | —                    | —                     | —                    |                              | Boys' Record          |
| "Error" (Version chinoise)                                                            | 2015   | —                    | —                    | —                    | —                     | —                    |                              | Pas de sortie d'album |
| "Chained Up" (Version chinoise)                                                       | 2015   | —                    | —                    | —                    | 20                    | —                    |                              | Pas de sortie d'album |
| "—" signifie que le morceau ne s'est pas classé ou n'est pas sorti dans cette région. |        |                      |                      |                      |                       |                      |                              |                       |

### En collaboration
| Année | Titre                                      | Meilleure position | Autre(s) artiste(s)                                     | Album                                          |
| Année | Titre                                      | COR                | Autre(s) artiste(s)                                     | Album                                          |
| ----- | ------------------------------------------ | ------------------ | ------------------------------------------------------- | ---------------------------------------------- |
| 2012  | "Because It's Christmas" (크리스마스니까)  | 1                  | Sung Si-kyung, Park Hyo-shin, Lee Seok-hoon, Seo In-guk | Jelly Christmas 2012 Heart Project             |
| 2013  | "Girls, Why?" (여자는 왜?)                 | 57                 | OKDAL                                                   | Y.BIRD from Jellyfish Island With VIXX & OKDAL |
| 2013  | "Winter Confession" (겨울고백)             | 1                  | Sung Si-kyung, Park Hyo-shin, Seo In-guk, Little Sister | 겨울 고백 (Jelly Christmas 2013)               |
| 2014  | "Turn Around and Look at Me" (나를 돌아봐) | 71                 | NC                                                      | DEUX 20th Anniversary Tribute Album Part.7     |
| 2015  | "My Light"                                 | 91                 | NC                                                      | Beautiful Liar                                 |
| 2015  | "Love In The Air" (사랑난로)               | 14                 | Seo In-guk, Park Jung-ah, Park Yoon-ha                  | Jelly Christmas 2015 – 4랑                     |

## Autres chansons classées
| Année | Titre                      | Meilleure position | Album        |
| Année | Titre                      | COR                | Album        |
| ----- | -------------------------- | ------------------ | ------------ |
| 2013  | "Stop Resisting"           | 146                | Hyde         |
| 2013  | "Jekyll"                   | 175                | Jekyll       |
| 2013  | "What To Do"               | 124                | Jekyll       |
| 2013  | "Voodoo (Intro)"           | 134                | Voodoo       |
| 2013  | "Beautiful Killer"         | 85                 | Voodoo       |
| 2013  | "Someday"                  | 79                 | Voodoo       |
| 2013  | "Only U"                   | 40                 | Voodoo       |
| 2013  | "B.O.D.Y"                  | 93                 | Voodoo       |
| 2013  | "Secret Night"             | 88                 | Voodoo       |
| 2013  | "Say U Say Me"             | 87                 | Voodoo       |
| 2013  | "From Now On, You’re Mine" | 84                 | Voodoo       |
| 2013  | "Thank You for Being Born" | 72                 | Voodoo       |
| 2014  | "Sad Ending"               | 63                 | Eternity     |
| 2014  | "Love, LaLaLa"             | 69                 | Eternity     |
| 2014  | "After Dark"               | 78                 | Error        |
| 2014  | "Youth Hurts"              | 64                 | Error        |
| 2014  | "Time Machine              | 75                 | Error        |
| 2014  | "What U Waiting For"       | 79                 | Error        |
| 2015  | "On A Cold Night"          | 23                 | Boys' Record |
| 2015  | "Memory"                   | 27                 | Boys' Record |
| 2015  | "Maze"                     | 82                 | Chained Up   |
| 2015  | "Hot Enough"               | 87                 | Chained Up   |
| 2015  | "Stop it Girl"             | 91                 | Chained Up   |
| 2015  | "Out Of Sorts"             | 96                 | Chained Up   |

## Vidéographie

### Clips vidéos
| Titre           | Année  | Autre(s) version(s)   | Note(s)                                                                           |
| Coréen          | Coréen | Coréen                | Coréen                                                                            |
| --------------- | ------ | --------------------- | --------------------------------------------------------------------------------- |
| "Super Hero"    | 2012   |                       |                                                                                   |
| "Rock Ur Body"  | 2012   |                       | Dasom de Sistar apparaît dans le clip                                             |
| "On and On"     | 2013   |                       |                                                                                   |
| "Hyde"          | 2013   |                       |                                                                                   |
| "G.R.8.U"       | 2013   |                       |                                                                                   |
| "Girls, Why?"   | 2013   |                       | Collaboration avec OKDAL                                                          |
| "Only U"        | 2013   |                       |                                                                                   |
| "Voodoo Doll"   | 2013   | - Clean version       |                                                                                   |
| "Eternity"      | 2014   | - Dance version       |                                                                                   |
| "Error"         | 2014   | - Lip & Dance version | Youngji de KARA apparaît dans le clip                                             |
| "Love Equation" | 2015   |                       |                                                                                   |
| "Chained Up"    | 2015   |                       |                                                                                   |
| "Dynamite"      | 2016   |                       | Kim Na-young qui est stagiaire à la Jellyfish Entertainment apparaît dans le clip |
| "Fantasy"       | 2016   |                       |                                                                                   |
| Japonais        |        |                       |                                                                                   |
| "Error"         | 2014   |                       |                                                                                   |
| "Can't Say"     | 2015   |                       |                                                                                   |
| "Depend On Me"  | 2016   |                       |                                                                                   |
| "Hana-Kaze"     | 2016   |                       |                                                                                   |
| Chinois         |        |                       |                                                                                   |
| "Chained Up"    | 2015   |                       |                                                                                   |

### Autres vidéos
| Année | Chanson                  | Notes                                      |
| ----- | ------------------------ | ------------------------------------------ |
| 2012  | "Because It's Christmas" | Collaboration avec Jellyfish Entertainment |
| 2013  | "Winter Confession"      | Collaboration avec Jellyfish Entertainment |